# Werner Wittlich
Werner Wittlich (* 4. April 1946 in Kurtscheid) ist ein deutscher Politiker (CDU) und ehemaliger Bundestagsabgeordneter. Für seine Verdienste wurde ihm 2004 das Bundesverdienstkreuz verliehen.

## Leben
Wittlich besuchte nach dem erfolgreichen Abschluss der Realschule die berufsbildende Schule. Er machte eine Lehre im Elektrohandwerk, anschließend bildete er sich zum Elektromeister fort. Seit 1972 ist er selbständig und 1986 bis 2001 war er Kreishandwerksmeister des Landkreises Neuwied, und von 2001 bis 2004 Vorsitzender Kreishandwerksmeister der fusionierten Kreishandwerkerschaft Rhein-Westerwald. Vom 23. November 2009 bis 18. November 2014 war er Präsident der Handwerkskammer Koblenz.

## Politik
1970 trat er der CDU bei, 1976 wurde er Vorsitzender des CDU-Gemeindeverbandes Rengsdorf. Von 1979 an war er Mitglied des Kreistages Neuwied. Von 1989 bis 1998 war er Mitglied des Landtages Rheinland-Pfalz. Nach seinem Einzug in den Bundestag 1998 über die Landesliste Rheinland-Pfalz schied er aus dem Landtag aus. Er war bis 2005 und in der 16. Legislaturperiode als Nachrücker für den Abgeordneten Ralf Göbel wieder ab dem 1. März 2009 bis zum Ende der Legislaturperiode Mitglied des Bundestages. Am 7. Juli 2014 wurde Wittlich zum ehrenamtlichen Beigeordneten des Landkreises Neuwied gewählt.

## Ehrung
Das Land Rheinland-Pfalz ehrte ihn 2010 mit der Verleihung der Freiherr-vom-Stein-Plakette.